# ミッション (テキサス州)
ミッション（英: Mission）は、アメリカ合衆国テキサス州のヒダルゴ郡にある都市。人口は8万5778人（2020年）。アメリカ＝メキシコ国境に接している。ミッションはマッカレン・エディンバーグ・ミッション都市圏およびレイノサ・マッカレン都市圏に属している。

## 歴史
記録に残るところでは、ラ・ロミータと呼ばれる場所が、コンウェイ大尉とJ・W・ホイトに払い下げられ、この2人がランチョ・ラ・ロミータ土地会社を設立した。1906年から1908年、地域の大半の活動はラ・ロミータを中心に行われていた。1908年ミズーリ・パシフィック鉄道が、ミッションの北4マイル (6.4 km) の新開拓地中心近くに駅を建設した。同年、ミッション市が設立された。マデロ地域に住んでいたアン・ボルツ夫人が、ラ・ロミータ伝道所に因んで、新しい町の名前をミッションとすることを提案した。この時から鉄道駅の町として繁栄を始めた。

## 地理
ミッション市は北緯26度12分41秒 西経98度19分17秒 / 北緯26.21139度 西経98.32139度 (26.211402, -98.321277)に位置している。リオ・グランデ川がアメリカ＝メキシコ国境となっている。
アメリカ合衆国国勢調査局に拠れば、市域全面積は24.1平方マイル (62.5 km2)であり、このうち陸地24.1平方マイル (62.5 km2)、水域率は0.04%である。

## 経済
ミッションは近くにあるマッカレン市と同じ経済成長を遂げている。ミッション経済開発期間が地域の開発を促進している
地域全体でルビーレッド・グレープフルーツを生産しているので、1921年から「ルビーレッド・グレープフルーツの産地」として宣伝している。またテキサス州柑橘類取引所もある。
毎年コンウェイ・アベニューでテキサス柑橘類フィエスタ・パレードと呼ぶ祭を開催しており、果物を飾った山車、バンド、警察や消防署のパレード、さらに地域と市の政府役人が練り歩く。
ムーア空軍基地は市の北西14マイル (22 km) にある。リオグランデ・バレーで15,000エーカー (61 km2) の農地を灌漑していたミッション運河会社の第一揚水施設があった場所である。
アメリカ合衆国郵便公社が、市内で郵便局を運営している。

## 教育

### 初等中等教育
ミッション市の大半はミッション統合独立教育学区に入っている。一部はラ・ホヤ独立教育学区とシャーリーランド独立教育学区に含まれている。さらに南テキサス独立教育学区がマグネットスクールを運営し、地域から生徒を受け入れている。
私立学校ではカトリック・ブラウンズビル教区が運営する高校のサンフアン・ディエゴ・アカデミーがある。2011年秋の開校である。

### 公共図書館
市内にスピア記念図書館がある。床面積は48,760平方フィート (4,530 m2) である。
この図書館は1914年3月の開館であり、この時シビック・リーグ・オブ・ミッションが公園を維持し、図書館を作るために結成された。最初の図書館理事会にはシビック・リーグの役員が入っていた。1929年、ミッション市はこの図書館を市政府の一部とする条例を制定した。1930年、図書館は第一国定銀行の一室にあった。そのごミッション市役所に移された。1930年代初期から1947年まで、この市立図書館は学校図書館と施設を共有していた。1960年までに1つの建物を専有するまでになっていた。1976年フアニータ・スピア・ファーリーがその資産を市に寄付した。ミッション出身の建築家ウォーレン・スーターが設計した新しい図書館は1976年から1977年に建設された。床面積14,000平方フィート (1,300 m2) の新図書館は1977年6月1日に完成した。1988年に増築が行われて、床面積は18,660平方フィート (1,734 m2) となった。さらに2005年3月には、TAGインターナショナル, L.L.P.の建築家による設計、バレスコ建設の工事で30,100平方フィート (2,800 m2) が増築され、古い部分も改修が行われた。

## 人口動態
以下は2000年国勢調査による人口統計データである。
| 基礎データ - 人口: 45,408 人 - 世帯数: 13,766 世帯 - 家族数: 11,384 家族 - 人口密度: 726.6人/km2（1,881.9人/mi2） - 住居数: 17,723 軒 - 住居密度: 283.6軒/km2（734.5 軒/mi2） 人種別人口構成 - 白人: 77.63% - アフリカン・アメリカン: 0.37% - ネイティブ・アメリカン: 0.38% - アジア人: 1.63% - 太平洋諸島系: 0.01% - その他の人種: 18.64% - 混血: 2.34% - ヒスパニック・ラテン系: 81.03% 年齢別人口構成 - 18歳未満: 32.1% - 18-24歳: 9.8% - 25-44歳: 26.8% - 45-64歳: 17.1% - 65歳以上: 14.2% - 年齢の中央値: 30歳 - 性比（女性100人あたり男性の人口） - 総人口: 91.1 - 18歳以上: 85.3 | 世帯と家族（対世帯数） - 18歳未満の子供がいる: 43.4% - 結婚・同居している夫婦: 64.8% - 未婚・離婚・死別女性が世帯主: 14.5% - 非家族世帯: 17.3% - 単身世帯: 15.3% - 65歳以上の老人1人暮らし: 9.1% - 平均構成人数 - 世帯: 3.29人 - 家族: 3.68人 収入と家計 - 収入の中央値 - 世帯: 30,647米ドル - 家族: 33,465米ドル - 性別 - 男性: 25,710米ドル - 女性: 20,718米ドル - 人口1人あたり収入: 12,796米ドル - 貧困線以下 - 対人口: 26.8% - 対家族数: 22.6% - 18歳未満: 37.4% - 65歳以上: 15.6% |

## 著名な出身者
- ロイド・ベンツェン、元アメリカ合衆国上院議員、1988年アメリカ合衆国大統領選挙の民主党副大統領候補、1921年にミッションで生まれた
- ウィリアム・ジェニングス・ブライアン、1896年、1900年、1908年の3度、民主党大統領候補となったが、すべて落選した、一時期ミッションに住んだ
- ウィリアム・S・バロウズ、作家、代表作に『裸のランチ』、『ダッチ・シュルツ 最期のことば』 、一時期ミッションに住んだが、安いモルヒネを求めてメキシコに移住、その経験をデビュー作『ジャンキー』に書いた
- ハイメ・ガルシア、メジャーリーグベースボール選手、セントルイス・カージナルスで2011年のワールドシリーズ優勝に貢献、シャーリーランド高校卒
- ホルヘ・カントゥ、メジャーリーグベースボール選手、タンパベイ・レイズ、シンシナティ・レッズ、フロリダ・マーリンズ、テキサス・レンジャーズ、サンディエゴ・パドレス、コロラド・ロッキーズ、シャーリーランド高校卒
- コイ・デトマー、NFLアメリカンフットボール選手、フィラデルフィア・イーグルス、兄はハイズマン賞を受賞したタイ・デトマー、父のソニー・でとマーの指導でミッション・イーグルスをテキサス5Aの準決勝まで進めた
- ティト・サンタナ、本名メルセッド・ソリス、プロレスラー、WWE（ワールド・レスリング・フェデレーション）のスター選手、ミッション生まれ

## メディア
ミッション市で聴取できるラジオ局は、KCASなどFM局6局がある。

## 姉妹都市
- メキシコ、ヌエボ・レオン州、リナレス